# Flughafen Vlora

i7
i11
i13
Der Internationale Flughafen Vlora (englisch Vlora International Airport, albanisch Aeroporti Ndërkombëtar i Vlorës, IATA-Code: VLO, ICAO-Code: LAVL) ist ein seit 2021 im Bau befindlicher Flughafen nördlich der Hafenstadt Vlora im Süden Albaniens.
Der Flughafen Vlora ist als dritter internationaler Flughafen des Landes geplant und wird von einem Konsortium aus türkischen und Schweizer Investoren finanziert. Die Projektplaner und die Albanische Regierung erhoffen sich, dass der Flughafen einen wirtschaftlichen Aufschwung für Südalbanien und die Förderung des Tourismus in der Region bringt. Sie rechnen mit rund 600.000 Passagieren pro Jahr.
Aktuell wird nahezu der gesamte Linienverkehr nach Albanien über den Flughafen Tirana (2022: über 5 Mio. Passagiere) abgewickelt und ein geringer Teil über den Flughafen Kukës, der im Sommer 2021 den Flugbetrieb aufnahm.

## Standort

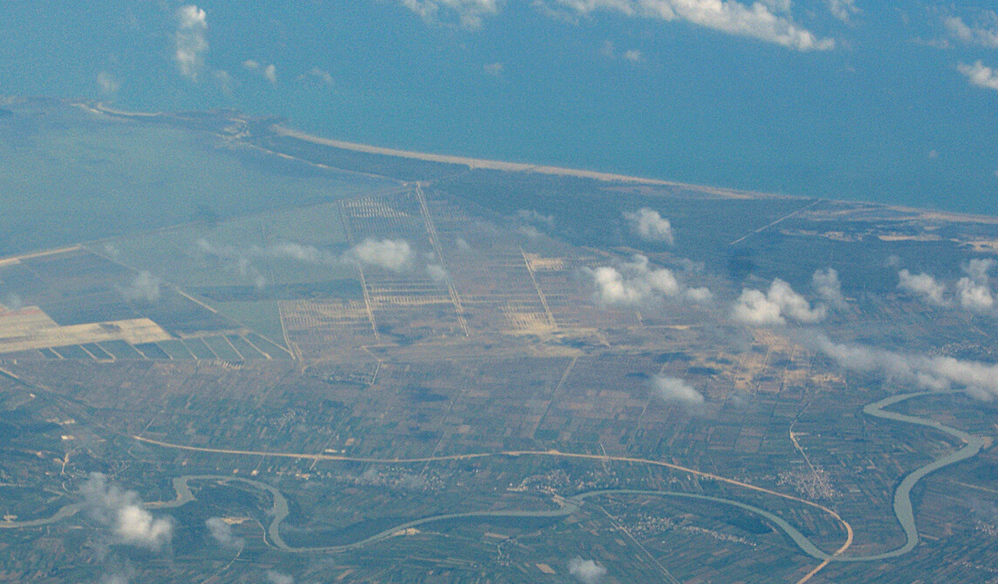
Das Gelände des alten Luftwaffenstützpunkts Akërnia in der Bildmitte (2010), auf dem der Flughafen gebaut wird

Der geplante Flughafen entsteht auf dem Gelände des Luftwaffenstützpunktes Akërnia 23 Kilometer nördlich der Stadt Vlora. Es handelte sich dabei um ein stillgelegtes Reserve-Flugfeld der Luftwaffe mit Graspiste. Das Gelände befindet sich in der flachen Küstenebene, wenige Kilometer vom Meer entfernt am Südrand der Myzeqe.
Der Flughafen Vlora ist nicht zu verwechseln mit dem Flugplatz Vlora (Baza Ajrore Vlorë). Dieser Flugplatz lag am westlichen Stadtrand von Vlora, seine Piste war bis in die 1990er Jahre die Basis der Luftwaffenakademie Vlora. Sie ist mittlerweile aber zerstört und das Gelände teilweise überbaut.

## Naturschutz

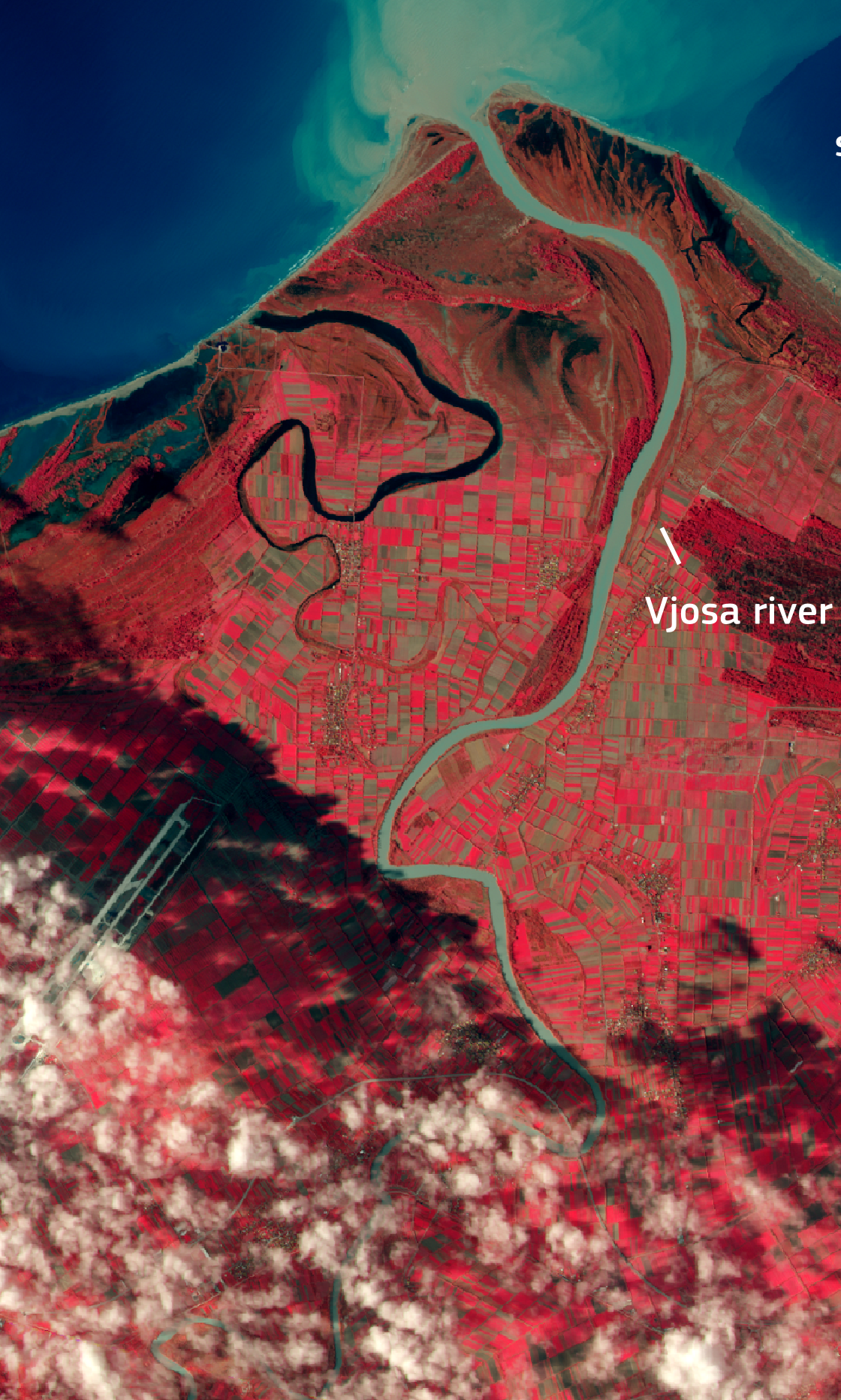
Satelliten-Bild der Vjosa-Mündung, Altläufen und der Flughafenpiste (Dezember 2024)

Der Flughafen wird nahe der Mündung der Vjosa in die Adria gebaut. Das gesamte Gebiet gehört zum national geschützten „Landschaftsschutzgebiet Vjosa-Narta“. Die ökologische Bedeutung ist auch international anerkannt, das Schutzgebiet für das Smaragd-Netzwerk nominiert. Innerhalb des Schutzgebiets befindet sich die Narta-Lagune, ein bedeutendes Feuchtgebiet. Hier rasten Flamingos, Pelikane, Reiher und Lemikolen. 62 Vogelarten wurden registriert.
Das Areal des Flughafens wurde von der albanischen Regierung aus dem Schutzgebiet, das es komplett umgibt, ausgezont.
Wenige Kilometer nördlich fließt die Vjosa, deren Flusslauf seit 2023 als Nationalpark Vjosa geschützt ist.
30 Kilometer nördlich liegt der Nationalpark Divjaka-Karavasta, in dem sich die Lagune von Karavasta befindet, der ein zentraler Brutplatz und wichtig zur Futtersuche der als bedroht eingestuften Krauskopfpelikane ist.

## Kritik
Journalisten und Politiker haben der Regierung vorgeworfen, der Projektauftrag von 2018 sei ohne Ausschreibung erfolgt.
Auch Naturschützer kritisieren das Projekt scharf. Im Februar 2023 waren zwei Klagen gegen den Bau und die Umzonung von der albanische Umweltorganisation PPNEA und einer weiteren NGO hängig. Unter anderem Euronatur hatte die Umweltverträglichkeitsprüfung für das Bauprojekt scharf kritisiert. Albanische Wissenschaftler und Naturschützer kamen zu dem Schluss, die Umweltverträglichkeitsprüfung sei tendenziös und wurde „absichtlich“ zugunsten des Baus des Flughafens innerhalb der geschützten Landschaft Vjosa-Narta erstellt.

„Für den Anwalt Matlija ist der Flughafen ein Paradebeispiel dafür, wie sich die albanische Regierung über Verwaltungsabläufe, nationale Gesetze und internationale Konventionen hinwegsetze. Eben diese Rechtsstaatlichkeit spielt im EU-Beitrittsprozess eine zentrale Rolle. Der Flughafen ist also, wenn man so will, höchst politisch.“

Naturschützer warnen, dass der Bau des Flughafens Sanktionen der Berner Konvention nach sich ziehen könnte und eine negative Auswirkung auf den Beitrittswunsch Albaniens zur EU hat. Die Europäische Union hielt fest, dass durch den Bau des Flughafens im Landschaftsschutzgebiet Vjosa-Narta nationale Gesetze und internationale Vereinbarungen verletzt würden. Weiter wird befürchtet, dass der Flugverkehr die Vögel in den umliegenden Naturschutzgebieten in ihrem Verhalten beeinträchtigt. Allein im Delta leben an die 200 Vogelarten, von denen rund ein Viertel bedroht sei. Zudem erhöhe sich die Überschwemmungsgefahr für die umliegenden Dörfer, da viel Marschland trockengelegt wurde und jetzt weniger Wasser aufnehmen kann.

## Planungs- und Baugeschichte
Am 17. Januar 2018 bot das türkische Konsortium, das für den Bau des neuen Flughafens von Istanbul verantwortlich war, seine Hilfe dabei an, im Rahmen eines regionalen Entwicklungsprojektes den Flughafen von Vlora zu errichten. Der Bau eines internationalen Flughafens in Südalbanien wurde anfangs vom türkischen Präsidenten Recep Tayyip Erdoğan persönlich gefördert, nachdem er den albanischen Ministerpräsidenten Edi Rama empfangen hatte. Gleichzeitig engagierte sich Erdoğan auch bei der Gründung der nationalen Fluggesellschaft Albaniens, der Air Albania. Die türkische Regierung unterstützte über die staatseigene Fluggesellschaft Turkish Airlines den Aufbau von Air Albania.
Der Bau sollte laut Regierung 2020 fertiggestellt werden, hieß es im Juni 2018. Noch im Juli desselben Jahres meinte der türkische Botschafter in der albanischen Hauptstadt Tirana, dass die erste Phase für die Errichtung des Flughafens Vlora bereits im Jahre 2018 begonnen habe. Der Botschafter hob hervor, dass in der ersten Phase der Projektumsetzung 1.000 Arbeitsplätze in Albanien geschaffen würden und dass die offiziellen Verhandlungen bereits eine technische Ebene des Projektes erreicht hätten.
Im April 2019 wurde bekannt, dass die albanische Regierung und der türkische Investor sich bei der Frage des Mindestumsatzes des fertigen Flughafens uneins wären. Die türkischen Investoren hatten sich in der Folge zurückgezogen. Daraufhin wurde eine internationale Ausschreibung angekündigt. Das Ausschreibungsverfahren wurde im Frühjahr 2020 – während der COVID-19-Pandemie – abgebrochen. Die Infrastrukturministerin Belinda Balluku erklärte, man wolle einen besseren Zeitpunkt abwarten.
Im März 2021 erhielt ein Konsortium unter Führung von Behgjet Pacollis Schweizer Mabetex Group (50 %), der eng mit Erdoğan verbundenen türkischen Yda Group (48 %) und der kosovarischen 2A Group (2 %) für 103,9 Millionen Euro den Zuschlag für Bau und Betrieb des Flughafens mit einer Konzession für 35 Jahre. Das Projekt ist neben der TAP-Pipeline das größte Infrastrukturprojekt in der Region Vlora. Yda Group verkaufte 2023 ihre Beteiligung an Mabetex, nachdem sie gewisse Investitionszahlungen nicht geleistet hatte.
Mit einer 3.200 Meter langen Piste und einem 34.000 Quadratmeter großen Terminal sollen bis zu drei Millionen Passagiere pro Jahr abgefertigt werden können. Der Flughafen soll Raum für 24 Flugzeugparkplätze bieten. Nachdem anfangs noch von einer Inbetriebnahme innerhalb von zwei Jahren die Rede gewesen war, wurde bald darauf von April 2025 gesprochen. Am 28. November 2021, dem albanischen Nationalfeiertag, wurden mit einer offiziellen Zeremonie in Anwesenheit von Ministerpräsident Edi Rama die Bauarbeiten eröffnet.
Im November 2022 war mit der Hauptpiste die erste Bauphase abgeschlossen. Jene ist mit 3.200 Metern die längste Albaniens (bei 60 Meter Breite); damit soll der Flughafen dereinst als einziger im Land interkontinentale Langstreckenflüge bedienen können. Im Jahr 2023 sollen die Bauarbeiten am Terminal und am Tower beginnen.
Im März 2023 wurde bekannt, dass die Munich Airport International GmbH (MAI), eine Tochter der in öffentlicher Hand befindlichen Flughafen München GmbH, aktiv an der Planung des Flughafens beteiligt ist. Dies sei dem Aufsichtsrat jedoch nicht mitgeteilt worden. Umweltschützer und die Münchner Grünen äußerten daraufhin Kritik. Die MAI führe ergebnisoffene Gespräche über weitere Management-Leistungen für den Betreiber.
Im Sommer 2023 sprachen sich das Europäische Parlament und die Europäische Kommission gegen den Bau des Flughafens aus, da dieser gegen nationale Gesetze und internationale Abkommen verstoße. Mehrere Klagen waren anhängig.[veraltet]